# Stefano Bernardi
Stefano Bernardi, zwany Moretto (ur. około 1575–1585 w Weronie, zm. ok. 1636 przypuszczalnie w Salzburgu) – włoski kompozytor i teoretyk, ksiądz katolicki.

## Życiorys
Uczeń Ippolito Baccusiego. Posiadał tytuł doktora obojga praw, który przypuszczalnie uzyskał na Uniwersytecie w Salzburgu. W 1603 roku został członkiem Accademia Filarmonica w Weronie. Od 1607 roku był kapelmistrzem przy kościele Santa Maria ai Monti w Rzymie, a następnie od 1611 do 1622 roku przy werońskiej katedrze. W latach 1622–1624 pozostawał w służbie biskupa wrocławskiego Karola Habsburga. Po jego śmierci przeniósł się na dwór biskupa Salzburga Parisa von Lodron.

## Twórczość
Uprawiał zróżnicowaną twórczość, pisał msze, motety, psalmy, madrygały i utwory instrumentalne. Jest autorem Te Deum na 12 chórów, skomponowanego dla katedry św. Ruperta w Salzburgu. W swoich kompozycjach Bernardi operował zarówno dawniejszą techniką polifoniczną, jak i nowszą techniką koncertującą (m.in. w Concerti academici, 1616 i Salmi concertati, 1637). Jest autorem podręcznika Porta musicale per la quale il principiante con facile brevità all’ acquisto delle perfette regole del contrapunto vien introdotto (wyd. Werona 1615).